# Državna cesta D433
D433 je državna cesta u Hrvatskoj. Ukupna duljina iznosi 2,52 km.

## Naselja
- Split